# 禰津幸直
禰津 幸直（ねづ ゆきなお）は、戦国時代の武将。信濃国滋野三氏の一つ・根津氏（禰津氏）の一族。

## 生涯
禰津信忠の子。兄の昌綱は禰津本家を継ぎ、織田信長没後の天正壬午の乱を経て後北条氏、徳川氏、上杉氏の元を渡り歩いたが、最終的に共に上杉氏配下となった真田氏の家臣となった。
天正17年（1589年）、真田氏の沼田領が豊臣秀吉による裁定で沼田の知行を失ったため、11月3日に小県郡と佐久郡で150貫文を真田昌幸から与えられているのが史料上での初見だという（『本藩名士小伝』）。幸直は真田信幸の元で上野支配を担当した一人であり、信幸の正室・小松殿が輿入れした際に奉行をつとめたという。慶長5年（1600年）の関ヶ原の戦いでは信幸と共に東軍に属し、以後信之朱印状の副状を出すなど信之の近臣として重用されていたようである。元和元年（1615年）の大坂夏の陣の後、沼田・吾妻領内に潜伏している豊臣方の浪人捜索を出浦昌相と共に命じられている。
嫡男の幸豊は大坂夏の陣で討死し、子の宮内は沼田藩主・真田信直に仕えたという。次男の幸好は真田信之の命で大坂方についた真田信繁への内通疑惑がかけられた家老の宮下藤右衛門尉を信之の御前で成敗した（『真武内伝附録』）。